# Selección femenina de hockey sobre césped de Cuba
La selección masculina de hockey sobre césped de Cuba es el equipo nacional que representa a Cuba en las competiciones internacionales masculinas de hockey sobre césped.

## Resultados

### Juegos Panamericanos
- La Habana 1991: 6.º
- Mar del Plata 1995: 4.º
- Winnipeg 1999: 5.º
- Río de Janeiro 2007: 6.º
- Guadalajara 2011: 5.º
- Toronto 2015: 8.º

### Juegos Centroamericanos y del Caribe
- Santiago de los Caballeros 1986: 5.º
- Ciudad de México 1990: 4.º
- Ponce 1993:
- Maracaibo 1998:
- San Salvador 2002: no participó
- Cartagena de Indias 2006:
- Mayagüez 2010: no participó
- Veracruz 2014: [1][2]